# 格兰奇戈尔曼站
格兰奇戈尔曼（英語：Grangegorman）是一個位於愛爾蘭都柏林的都柏林轻轨站，在2017年通車，為綠線延伸工程至布魯姆橋的其中一個車站。車站位於都柏林公車布羅德斯通車廠旁，車站能夠到達都柏林理工大学和稍遠一點的梅特醫院。在綠線延伸工程計劃期間，原本不打算在此建站，但會預留土地給日後路線發展，但最終當局決定在此設站。